# AFS Records
AFS Records war ein US-amerikanisches Musiklabel aus Miami.

## Geschichte
AFS wurde 1957 als Sublabel von Art Records von Harold Doane und Mitch Lebow gegründet. AFS stand für American Federation of Songwriters, einer Organisation, mit der das Label mehr oder weniger in Verbindung stand, da es für Musiker/Songschreiber gedacht war, die bei AFS unter Vertrag standen, um deren Platten zu veröffentlichen. Unter den Produktionen, die AFS 1957 und 1958 machte, waren Singles von Wesley Hardin und Roger Smith, zwei lokale Musiker.
1958 wurde AFS von Doane wieder geschlossen. Alle vorherigen Platten wurden von der Art Record Manufacturing Company hergestellt. 1979 wurde das Label wiederbelebt, um insgesamt drei LPs mit Rockabilly-Aufnahmen aus Miami und Umgebung neu zu veröffentlichen.

## Diskografie

### Singles
| Katalognummer | Jahr | Künstler                       | Titel                                 |
| ------------- | ---- | ------------------------------ | ------------------------------------- |
| 301           | 1957 | Three-Thirds with the Marlins  | Kisses Sweeter Than Wine Lonely Blues |
| 302           | 1957 | Wesley Hardin with the Roxters | Anyway A Thing Called Love            |
| 303           |      |                                |                                       |
| 304           |      |                                |                                       |
| 305           | 1958 | Roger Smith with Orchestra     | Be-Bop Boogie Stay Awhile with Me     |
| 306           | 1958 | Stereos                        | Hot Rod Poison                        |
| 307           |      |                                |                                       |
| 308           |      |                                |                                       |
| 309           | 1960 | Russ Samuel & the Vanguards    | When You Were My Girl Melancholy Babe |

### Alben
- AFS 1001: Miami Rockabilly, Volume I (1979)
- AFS 1002: Miami Rockabilly, Volume II (1980)
- AFS 1003: Miami Rockabilly, Volume III (1981)